# 于璽
于 璽（う じ、生年不詳 - 604年）は、中国の北周から隋にかけての軍人・政治家。字は伯符。本貫は河南郡洛陽県。

## 経歴
于翼の子として生まれた。北周に仕えて、右侍上士を初任とした。まもなく儀同三司の位を受け、右羽林を兼ね、少胥附に転じた。武帝のとき、斉王宇文憲の下で北斉軍を洛陽で破り、功績により豊寧県子の爵位を受けた。武帝の下で北斉を平定し、開府儀同三司の位を受け、黎陽県公に改封され、職方中大夫となった。宣帝が即位すると、右勲曹中大夫に転じた。右忠義を兼ねた。
580年、上開府の位を加えられた。581年、隋が建国されると、大将軍に進み、汴州刺史に任ぜられ、有能で知られた。上大将軍の位を加えられ、爵位は郡公に進んだ。邵州刺史に転じ、数年つとめた。後に検校江陵総管となったが、邵州の張願ら数十人が上表して、于璽を邵州に留めるよう請願した。文帝はこのことに感心して、于璽を邵州にもどした。洛州刺史に転じ、また熊州刺史となって、善政で知られた。病のため長安に召還された。604年、家で死去した。諡は静といった。
子に于志本があった。

## 伝記資料
- 『隋書』巻60 列伝第25
- 『北史』巻23 列伝第11